# Tatort: Nachbarn
Nachbarn ist ein Fernsehfilm aus der Krimireihe Tatort. Der vom WDR produzierte Beitrag wurde am 26. März 2017 im Ersten, im ORF 2 und im SRF 1 ausgestrahlt. In dieser 1016. Tatort-Folge ermitteln die Kölner Kommissare Ballauf und Schenk ihren 70. Fall.

## Handlung
Der geschiedene Mittvierziger Werner Holtkamp stürzt nachts von einer Brücke vor einen Lastwagen und wird von diesem überrollt. Der Gerichtsmediziner stellt fest, dass er schon vorher tot war und kurz vor seinem Tod Geschlechtsverkehr hatte. Max Ballauf und Freddy Schenk finden heraus, dass er zu Hause in seinem eigenen Bett erschlagen wurde. Holtkamp bewohnte seit drei Jahren ein Einfamilienhaus in dem Viertel, vor zwei Jahren verließ ihn seine Ehefrau samt Tochter.
Die Ermittler befragen die Nachbarn des Opfers. Die verheiratete und frustrierte Anne Möbius hatte eine Affäre mit Holtkamp, da ihr Mann Frank und sie sich nicht mehr viel zu sagen haben und er sich auf seinen Geschäftsreisen anderweitig vergnügte. Anne war jedoch eifersüchtig, weil Holtkamp sich zuletzt mehr für die junge Nachbarin Sandra Voigt interessierte als für sie. Sandra Voigt lebt mit ihrem Stiefvater Leo Voigt und ihrer elfjährigen Tochter Mira zusammen; Sandras Mutter verließ die Familie, als Sandra schwanger wurde. Mit Leo Voigt pflegte Holtkamp einen intensiven Nachbarschaftsstreit, zunächst wegen einer Verschiebung der einst fehlerhaft vermessenen gemeinsamen Grundstücksgrenze, zuletzt wegen einer zu nahe an der neuen Grenze gepflanzten Zypressenreihe. Auch die benachbarte Familie Scholten ist im Fokus der Ermittlungen – Jens Scholten soll der Vater von Mira sein, da er damals ein Verhältnis mit Sandra hatte.
Ballauf und Schenk finden heraus, dass Leo Voigt das Studium von Jens Scholten finanziert hat und ihn weiterhin durch monatliche Zahlungen unterstützt. Zur Rede gestellt, verrät Scholten, dass Leo der eigentliche Vater von Mira ist und die Zahlungen ein Schweigegeld sind. Tobias Reisser, Ballaufs und Schenks Assistent, überprüft den angeblichen Wohnort von Sandras Mutter, doch die wurde dort seit über zehn Jahren nicht mehr gesehen. Schließlich wird offenbar, dass sie die Familie nicht verlassen hat, sondern ermordet und im Garten der Voigts vergraben wurde. Aufgrund der Verschiebung der Grundstücksgrenze hatte Holtkamp die sterblichen Überreste der Toten gefunden, als er die Zypressen pflanzte.
Ballauf und Schenk konfrontieren Leo Voigt damit, und der gesteht, damals seine Frau getötet zu haben, als diese herausfand, dass Sandra von ihm schwanger war. Er habe später auch Holtkamp getötet, als dieser die Leiche gefunden hatte. Als Leo abgeführt wird, gesteht jedoch Sandra die Taten: Sie war ein von ihrer Mutter ungewolltes und ungeliebtes Kind. Als sie von Leo schwanger wurde, wurde sie von ihrer Mutter zum Schwangerschaftsabbruch gedrängt und erschlug sie deshalb. Leo beseitigte die Leiche im Garten nahe dem Nachbargrundstück. Als Holtkamp diese beim Pflanzen der Büsche fand, erpresste er Sandra, die mit ihm schlafen musste. Beim erzwungenen Sex in seinem Bett erschlug Sandra ihn, und Leo beseitigte auch diese Leiche, indem er sie von der Brücke warf. Schließlich wird Sandra abgeführt.
Der Film endet damit, dass Scholtens leibliche Tochter Paulina ein Bild von sich und Mira malt und ihrer Mutter erklärt, sie werde trotzdem immer ihre Schwester bleiben. Auch das Ehepaar Möbius scheint sich nach all den Erlebnissen und Tragödien beim gemeinsamen Abendessen wieder anzunähern.

## Hintergrund
Der Film wurde vom 6. September 2016 bis zum 7. Oktober 2016 in Köln und Umgebung gedreht.

## Rezeption

### Kritiken
„Das Tolle an diesem 'Tatort' ist, dass die Filmemacher der Versuchung widerstehen, die Ariel-Rama-Weber-Grill-Happiness komplett zu desavouieren. Das wäre zu billig. Hier geht es eher um die Schnittstellen von echten Zärtlichkeiten und kranken Arrangements, von kleinen Sehnsüchten und großen Verbrechen. Kurz, es geht um Ambivalenzen.“

„Die Kölner Kommissare müssen sich auch in dieser Episode […] nicht sehr anstrengen, es reicht mal wieder, die Verdächtigen in dieser Nachbarschaft abzuklappern, der Fall löst sich auf diese Weise wie von selbst. […] Aficionados wissen: die Promis und die Wunderlichen werden am Ende noch wichtig. Werden sie auch hier: ein Tatort vom Reißbrett, keine Experimente, keine zweite Ebene, Mörderraten der beinhart konventionellen Art.“

### Einschaltquote
Die Erstausstrahlung von Nachbarn am 26. März 2017 wurde in Deutschland von 11,2 Millionen Zuschauern gesehen und erreichte einen Marktanteil von 30,6 % für Das Erste. In der Schweiz wurde der Tatort auf SRF 1 von 486.000 Zuschauern geschaut und erreichte einen Marktanteil von 25,0 %.

## Trivia
Für ihre Dienstfahrten nutzen die beiden Hauptkommissare diesmal einen bronzefarbenen Ford Granada Turnier (2. Generation, Sondermodell Chasseur, 1980) mit H-Kennzeichen K-FS 408H, welches auch schon an früheren Dienstwagen Freddys verwendet wurde, siehe „Wahre Liebe“ und „Kartenhaus“.